# Abies nebrodensis
Abies nebrodensis é uma espécie de Pinaceae nativa das montanhas Nébrodes e Madonias no Norte da Sicília. Trata-se de uma árvore de folha persistente de médio tamanho, que atinge os 15-25 m de altura e um diâmetro do tronco de até 1m. Ocorre em altitudes de 1.400 e 1.600 m. Como resultado de desflorestação é actualmente muito rara, apenas com 21 árvore adultas sobreviventes; programas de replantação estão a ter sucesso limitado devido à herbivoria exercida por gado pertencente a agricultores locais.
Está classificada na Lista Vermelha da IUCN como estando criticamente ameaçada de extinção.